# Ernest-Jean Aubert
Ernest-Jean Aubert, född den 11 maj 1824 i Paris, död där den 2 juni 1906, var en fransk målare och kopparstickare.
Aubert var lärjunge av Paul Delaroche och vann 1844 romerska priset för gravyrkonst. Sedan tillbragte han i Rom fem studieår. Hemkommen ägnade han sig först åt litografin och kopparsticket. Som målare utförde han Martyrer under Diocletianus, men mest drogs han dock till framställning av sköna kvinnogestalter efter antiken, uppfattade med modern känsla och skildrade i stillsamma situationer med mjukt flytande grekiskt draperi.